# Parafia Miłosierdzia Bożego w Kołobrzegu
Parafia pw. Miłosierdzia Bożego w Kołobrzegu - parafia należąca do dekanatu Kołobrzeg, diecezji koszalińsko-kołobrzeskiej, metropolii szczecińsko-kamieńskiej. Została utworzona dnia 18 września 1993 roku. Obsługiwana przez księży diecezjalnych. Siedziba parafii mieści się przy ulicy Mieszka I 5.

## Miejsca święte

### Kościół parafialny
Kościół pw. Miłosierdzia Bożego w Kołobrzegu
Kościół parafialny budowany w latach 2004-2016. 